# Station Tel Aviv Hasjalom
Station Tel Aviv Hasjalom (Hebreeuws: תחנת תל אביב השלום Taḥanat Harakevet Tel Aviv Hasjalom) is een treinstation in de Israëlische stad Tel Aviv.
Het doet het handelscentrum van Tel Aviv aan.
| Eindbestemming             | Vorig station     | Lijn                       | Volgend station           | Eindbestemming            |
| -------------------------- | ----------------- | -------------------------- | ------------------------- | ------------------------- |
| Beër Sjeva-Centraal        | Tel Aviv Hahagana | Beër Sjeva-Naharia         | Tel Aviv Savidor Centraal | Naharia                   |
| Modi'in Centraal           | Tel Aviv Hahagana | Modi'in-Naharia            | Tel Aviv Savidor Centraal | Naharia                   |
| Jeruzalem-Malha            | Tel Aviv Hahagana | Jeuzalem-Tel Aviv          | Tel Aviv Savidor Centraal | Tel Aviv Savidor Centraal |
| Ashkelon                   | Tel Aviv Hahagana | Ashkelon-Binyamina         | Tel Aviv Savidor Centraal | Binyamina                 |
| Risjon Letsion Harisjoniem | Tel Aviv HaHagana | Harisjoniem - Hod Hasjaron | Tel Aviv Savidor Centraal | Hod Hasjaron Sokolov      |